# Guaynabo Fluminense FC
Guaynabo Fluminense Fútbol Club Es un club de fútbol de la Primera División, la Puerto Rico Soccer League. Se localiza en Guaynabo, Puerto Rico. Fue uno de los clubes fundadores de la liga. El club está afiliado con Fluminense Football Club, un club muy importante en la serie A de Brasil. El uniforme del club es similar al que usa su club homónimo.

## Historia

### Puerto Rico Soccer League
Temporada 2008

Guaynabo Fluminense Debutó julio de 2008, contra Gigantes de Carolina, que resultó en un empate, 2-2. Teniendo una buena temporada finalizando en cuarta posición con 25 puntos en 14 juegos. En la postemporada perdiendo contra River Plate Ponce 2 a 1.

Temporada 2009

Guaynabo Fluminense FC empezó la temporada 2009 con 2-0 contra Atlético de San Juan FC.

Terminando séptimo con 17 puntos en 16 juegos y falladon llegar a la postemporada.
| Temporada | Posición |
| --------- | -------- |
| 2008-09   | 4.º      |
| 2009-10   | 7.º      |

## Directiva del Club
Presidente: José L. Pacheco
VicePresidente: José L. Pacheco
Tesorero  : Moisés Blanco
secretario: Diego Montoya